# Empyreuma anassa
Empyreuma anassa là một loài bướm đêm thuộc phân họ Arctiinae, họ Erebidae.